# Илија Тодоров
Илија Тодоров (Ковин, 20. јун 1963) је пензионисани генерал-мајор Војске Србије. Бивши командант Специјалне бригаде и бивши заменик команданта Здружене оперативне команде.
Рођен је 20. јула 1963. године у Ковину, Србија. Након Војне академије КоВ – смер пешадије, завршио Генералштабну школу ВЈ и Школу националне одбране. У Војсци је од 17. јула 1982. године. Активна војна служба му је престала 5. јуна 2020. године.